# Álmos (keresztnév)
Az Álmos török eredetű régi magyar férfinév, Árpád fejedelem apjának a neve. Jelentése: megvett, megvásárolt, más feltevések szerint: szerző. Az álom szóból való származása vitatott, de a legenda szerint anyja, Emese álmot látott, ezért nevezte fiát Álmosnak.

## Gyakorisága
Az 1990-es években igen ritka név volt, 2006 és 2008 között a 87-99. leggyakoribb férfinév, a 2010-es évek elején nincs az első százban.
A teljes népességre vonatkozóan a 2000-es és a 2010-es években az Álmos nem szerepelt a 100 leggyakrabban viselt férfinév között.

## Névnapok
- január 1.[2]
- február 20.[2]

## Híres Álmosok
„Álmos” utónevű személyek szócikkeinek listája a Wikidata alapján
Előd Álmos színész
Jaschik Álmos festőművész, jelmeztervező, tervezőgrafikus, ipari formatervező, szakíró, illusztrátor
Álmos herceg, Árpád-házi királyi herceg
Álmos vezér, Árpád fejedelem apja 